# Asperopilum
Asperopilum is een monotypisch geslacht van schimmels uit de familie Lachnaceae. Het bevatte alleen Asperopilum juncicola.